# Liste des monuments historiques de la province des îles Loyauté
La liste qui suit recense les bâtiments protégés au titre des monuments historiques de la province des îles Loyauté de la Nouvelle-Calédonie, en France.

## Statistiques
La province des Îles classe le temple de Wadrilla et l’église St François Xavier à Easo (Ouvéa et Lifou). Puis en 1992 l’église St Croix à Pénélo inscrit Maré dans le patrimoine historique.
Tous les classements monuments historiques des îles sont des bâtis religieux (temple, église, mission) avec 5 inscriptions à Ouvéa, 4 à Lifou et 3 à Maré.
Il en est de même pour les 10 inscriptions à l’inventaire, toutes liées à la religion mais aucune située à Ouvéa.
En 1997, toutes les inscriptions à l’inventaire et la moitié des monuments sont concernées par un arrêté de protection.

## Liste
- Haut – A
- B
- C
- D
- E
- F
- G
- H
- I
- J
- K
- L
- M
- N
- O
- P
- Q
- R
- S
- T
- U
- V
- W
- X
- Y
- Z

| Monument                                                                    | Commune | Adresse | Coordonnées                       | Notice | Protection            | Date | Illustration                                                                |
| --------------------------------------------------------------------------- | ------- | ------- | --------------------------------- | ------ | --------------------- | ---- | --------------------------------------------------------------------------- |
| Temple de Wadrilla                                                          | Ouvéa   |         | à géolocaliser                    |        | Classé                | 1991 | Temple de Wadrilla                                                          |
| Église Saint-François-Xavier d'Eacho                                        | Lifou   |         | 20° 46′ 48″ sud, 167° 07′ 43″ est |        | Classé                | 1991 | Image manquante Téléverser                                                  |
| Église Sainte-Croix de Pénélo                                               | Maré    |         | à géolocaliser                    |        | Classé                | 1992 | Image manquante Téléverser                                                  |
| Temple de Hnaanemeu                                                         | Ouvéa   |         | 20° 38′ 56″ sud, 166° 32′ 16″ est |        | Classé                | 1993 | Temple de Hnaanemeu                                                         |
| Église Notre-Dame-de-la-Visitation de la Roche                              | Maré    |         | 21° 28′ 21″ sud, 168° 01′ 57″ est |        | Classé                | 1997 | Église Notre-Dame-de-la-Visitation de la Roche                              |
| Presbytère Notre-Dame-de-la-Visitation de la Roche                          | Maré    |         | 21° 28′ 21″ sud, 168° 01′ 57″ est |        | Inscrit               | 1997 | Presbytère Notre-Dame-de-la-Visitation de la Roche                          |
| Ancien internat de jeunes filles de Notre-Dame-de-la-Visitation de la Roche | Maré    |         | 21° 28′ 21″ sud, 168° 01′ 57″ est |        | Inscrit               | 1997 | Ancien internat de jeunes filles de Notre-Dame-de-la-Visitation de la Roche |
| Temple de Roh                                                               | Maré    |         | à géolocaliser                    |        | Classé                | 1997 | Image manquante Téléverser                                                  |
| Mission de Béthanie de Lifou                                                | Lifou   |         | à géolocaliser                    |        | Classé                | 1997 | Image manquante Téléverser                                                  |
| Vestiges du temple de Mou                                                   | Lifou   |         | à géolocaliser                    |        | Classé                | 1997 | Image manquante Téléverser                                                  |
| Église Saint-Joseph d'Ouvéa                                                 | Ouvéa   |         | 20° 27′ 04″ sud, 166° 35′ 44″ est |        | Classé                | 1997 | Image manquante Téléverser                                                  |
| Église Saint-Jean-Baptiste de Nathalo                                       | Lifou   |         | 20° 47′ 21″ sud, 167° 15′ 16″ est |        | Classé                | 1997 | Image manquante Téléverser                                                  |
| Église du Sacré-Cœur de Medu                                                | Maré    |         | 21° 37′ 20″ sud, 167° 57′ 11″ est |        | Inscrit               | 1997 | Image manquante Téléverser                                                  |
| Chapelle Notre-Dame-de-Lorette de Tadine                                    | Maré    |         | à géolocaliser                    |        | Inscrit               | 1997 | Image manquante Téléverser                                                  |
| Ancien presbytère de l'église Sainte-Croix de Pénélo                        | Maré    |         | à géolocaliser                    |        | Inscrit               | 1997 | Image manquante Téléverser                                                  |
| Chapelle du Sacré-Cœur de Qanono                                            | Lifou   |         | à géolocaliser                    |        | Inscrit               | 1997 | Image manquante Téléverser                                                  |
| Ancien internat de jeunes filles de la mission de Nathalo                   | Lifou   |         | 20° 47′ 21″ sud, 167° 15′ 16″ est |        | Inscrit               | 1997 | Image manquante Téléverser                                                  |
| Ancien presbytère de l'église d'Eacho                                       | Lifou   |         | 20° 46′ 48″ sud, 167° 07′ 43″ est |        | Inscrit               | 1997 | Image manquante Téléverser                                                  |
| Temple de Siloam                                                            | Lifou   |         | à géolocaliser                    |        | Inscrit               | 1997 | Image manquante Téléverser                                                  |
| Temple de Hnaeu                                                             | Lifou   |         | à géolocaliser                    |        | Inscrit               | 1997 | Image manquante Téléverser                                                  |
| Église du Saint-Nom-de-Marie de Mouli                                       | Ouvéa   |         | 20° 43′ 23″ sud, 166° 25′ 20″ est |        | Inscrit (1997) Classé | 2000 | Image manquante Téléverser                                                  |
| Église Saint-Michel de Fayaoué                                              | Ouvéa   |         | 20° 38′ 51″ sud, 166° 32′ 19″ est |        | Inscrit (1997) Classé | 2007 | Église Saint-Michel de Fayaoué                                              |